# Partito Cristiano-Sociale (Austria)
Il Partito Cristiano Sociale (in tedesco Christlichsoziale Partei, CS o CSP) è stato un importante partito politico conservatore nella Cisleitania nell'Austria-Ungheria e sotto la Prima Repubblica austriaca, dal 1891 al 1934. Il partito era ispirato dal nazionalismo austriaco che cercava di tenere l'Austria cattolica fuori dallo Stato di Germania fondato nel 1871, visto come protestante e dominato dalla Prussia; identificava gli austriaci sulla base della loro identità religiosa prevalentemente cattolica in contrasto con l'identità religiosa prevalentemente protestante dei prussiani.

## Storia

### Fondazione

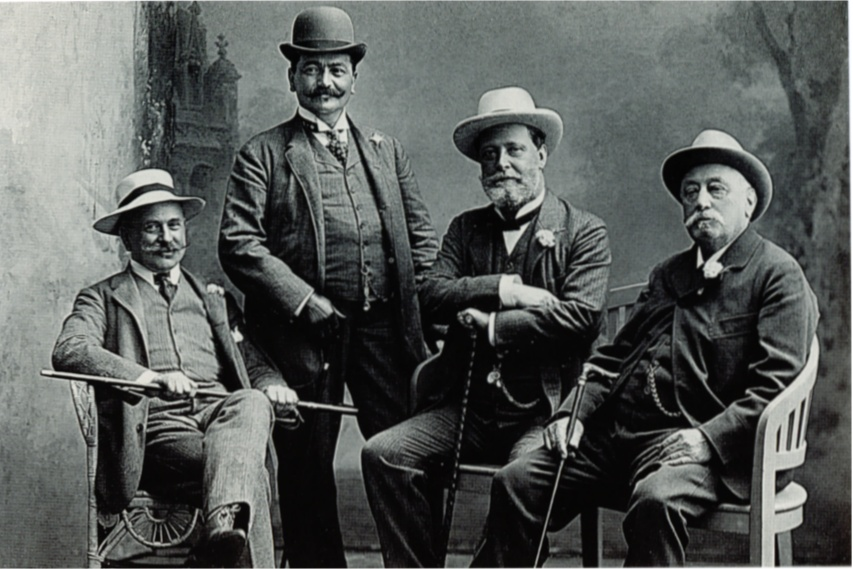
Lueger (secondo da destra) e compagni di partito cristiano sociali, 1905 circa

Il partito prese vita prima delle elezioni del Consiglio imperiale (Reichsrat) del 1891, guidato dal politico populista viennese Karl Lueger (1844-1910). Facendo riferimento alle idee sviluppate dal movimento cristiano sociale diretto da Karl von Vogelsang (1818–1890), si mostrava favorevole alla piccola borghesia e ai clericali cattolici; molti sacerdoti aderirono al partito, tra questi il futuro cancelliere austriaco Ignaz Seipel, che attirò molti voti dalla popolazione rurale legata alla tradizione. Visto come un contrappeso social-conservatore ai socialdemocratici "senza Dio", il partito guadagnò un sostegno di massa attraverso gli slogan antiliberali e antisemiti di Lueger. Il sostegno del partito all'unione austro-ungarica e alla regnante Casa d'Asburgo lo portò anche a essere gradito tra la classe nobile, rendendolo un primo esempio di partito pigliatutto.
Dopo l'adozione del suffragio universale maschile con il ministro-presidente Max Wladimir von Beck, i Cristiano Sociali ottennero la maggioranza relativa nelle elezioni del Reichsrat del 1907, diventando il più grande gruppo parlamentare della Camera bassa; tuttavia già nelle elezioni del 1911 persero questa posizione a favore del Partito Socialdemocratico dei Lavoratori (SDAP). Nonostante il ministro-presidente Karl von Stürgkh avesse ignorato la competenza discrezionale del parlamento durante la crisi di luglio del 1914, il Partito Cristiano Sociale sostenne il governo austriaco durante la prima guerra mondiale. Tuttavia, quando allo dissoluzione della monarchia nell'ottobre 1918 i rappresentanti di lingua tedesca del Reichsrat si riunirono in una "assemblea nazionale provvisoria", i 65 deputati cristiano sociali votarono a favore della creazione della Repubblica dell'Austria tedesca e la sua adesione alla Germania di Weimar, sebbene poco dopo i membri del partito iniziarono a opporsi all'annessione tedesca.

### Prima Repubblica
Nel 1918 il parlamento elesse cancelliere di stato il socialdemocratico Karl Renner, e il Partito Cristiano Sociale formò una grande coalizione con l'SDAP guidato da Karl Seitz. Nelle elezioni dell'Assemblea costituzionale austriaca del 1919, i CS ottennero il 35,9% dei voti espressi, diventando nuovamente il secondo partito più forte dopo i socialdemocratici. Con l'appoggio del partito il parlamento emanò la legge asburgica riguardante l'espulsione della Casa d'Asburgo-Lorena e l'acquisizione dei suoi beni. Il 10 settembre 1919 il cancelliere Karl Renner dovette firmare il trattato di Saint-Germain, che proibiva qualsiasi affiliazione con la Germania. Fu ratificato dal parlamento il 21 ottobre.

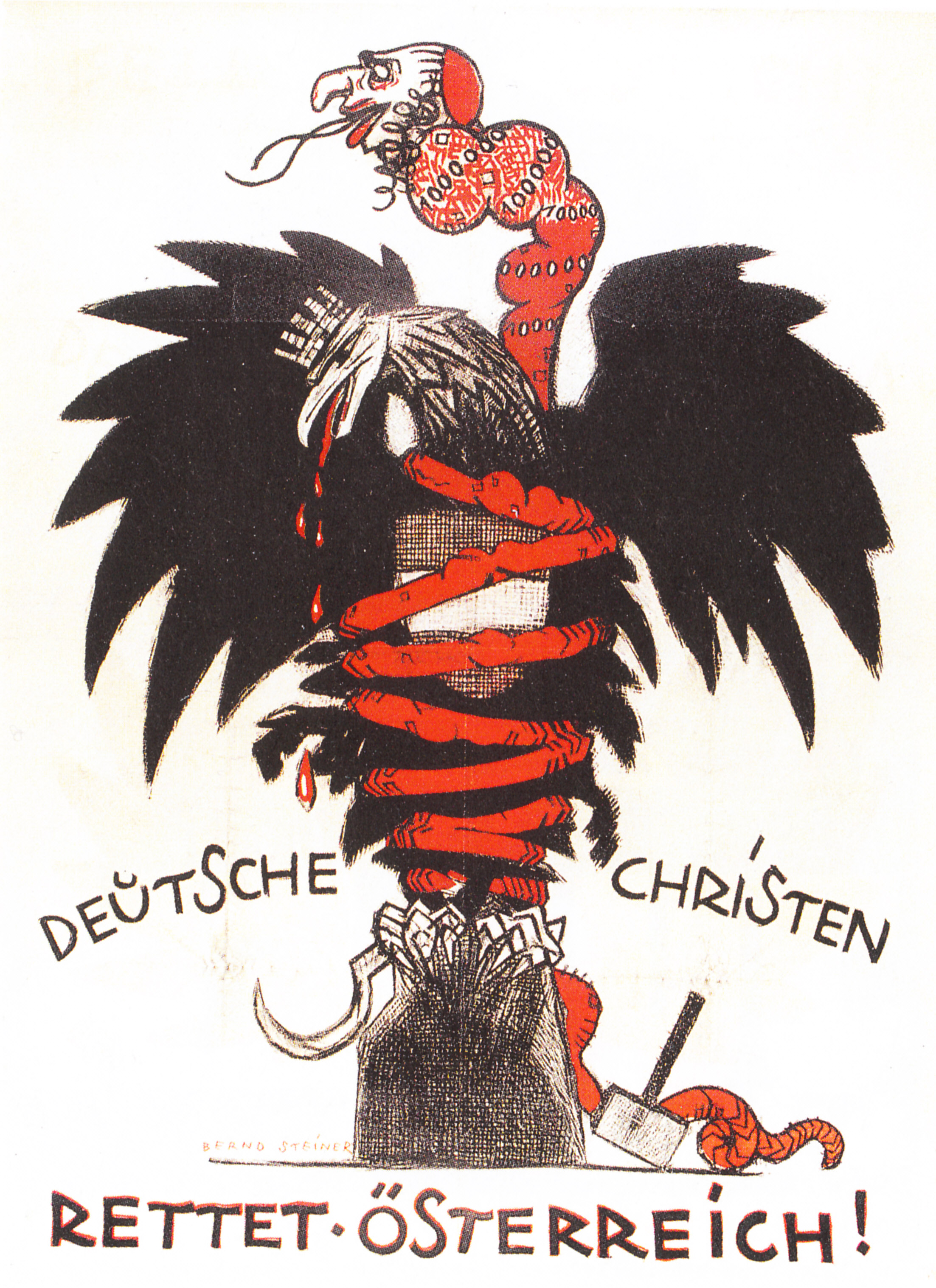
Manifesto antisemita cristiano sociale del 1920, raffigurante un serpente giudeo-bolscevico che soffoca l'aquila austriaca; Il testo recita: "Cristiani tedeschi – Salvate l'Austria!"

Tuttavia l'anno successivo la coalizione si sciolse e Renner si dimise l'11 luglio 1920, sostituito dal politico cristiano sociale Michael Mayr. Entrambi i partiti concordarono sull'organizzazione di nuove elezioni e l'assemblea nazionale si sciolse dopo aver approvato la Costituzione dell'Austria il 1º ottobre 1920. Alle successive elezioni del 1920 i CS ottennero il 41,8% dei voti superando i socialdemocratici e, in qualità di primo partito, formò una coalizione di destra con il Partito nazionalista della Grande Germania (GDVP) di recente costituzione. Il parlamento del Consiglio nazionale, successore dell'assemblea nazionale, rielesse cancelliere Mayr nel novembre 1920. Il CS candidò anche come presidente dell'Austria Michael Hainisch, senza partito ufficiale ma in realtà favorevole alla Grande Germania; Hainisch fu eletto dall'Assemblea federale il 9 dicembre.
Tutti i cancellieri della Prima Repubblica austriaca dal 1920 in poi erano membri del Partito cristiano Sociale, così come il presidente Wilhelm Miklas, che succedette a Hainisch nel 1928. I socialdemocratici rimasero all'opposizione e si concentrarono sulla loro roccaforte della Vienna rossa, in un clima politico sempre più diviso.
Il cancelliere Mayr dovette dimettersi da cancelliere nel 1922, poiché il Partito popolare della Grande Germania era uscito dalla coalizione in disaccordo su un trattato firmato con la Cecoslovacchia riguardante i territori dei tedeschi dei Sudeti. Gli successe Ignaz Seipel, presidente dei CS dal 1921. Seipel, devoto cattolico e feroce oppositore dei socialdemocratici, riuscì a creare una coalizione con il GDVP e fu eletto cancelliere il 31 maggio 1922. Dal 1929 in poi il partito cercò di stringere un'alleanza con il movimento Heimwehr. A causa dell'instabilità di questa coalizione, la direzione del partito decise di riformare un'alleanza con il Landbund agrario.

### Fronte Patriottico
Nel processo di instaurazione della cosiddetta dittatura austro-fascista, il 20 maggio 1933 il cancelliere cristiano sociale Engelbert Dollfuss fondò il Fronte Patriottico (Vaterländische Front), fondendo i Cristiano Sociali con Landbund, Heimwehr e altri gruppi conservatori. Il partito fu definitivamente sciolto con l'entrata in vigore della "Costituzione di maggio" del 1934 che instaurava lo Stato federale d'Austria.

## Presidenti
| Presidente                       | Periodo   |
| -------------------------------- | --------- |
| Karl Lueger                      | 1893-1910 |
| Principe Luigi del Liechtenstein | 1910-1918 |
| Johann Nepomuk Hauser            | 1918-1920 |
| Leopold Kunschak                 | 1920-1921 |
| Ignaz Seipel                     | 1921-1930 |
| Carl Vaugoin                     | 1930-1934 |
| Emmerich Czermak                 | 1934      |

## Principali esponenti
Tra gli esponenti di spicco del Partito Cristiano Sociale si possono citare:
- Carlo Buresch
- Engelbert Dollfuß
- Otto Ender
- Viktor Kienbock
- Karl Lüger
- Michele Mayr
- Giulio Raab
- Rodolfo Ramek
- Riccardo Schmitz
- Kurt von Schuschnigg
- Ignaz Seipel
- Fanny von Starhemberg
- Ernst Streeruwitz
- Josef Strobach
- Carlo Vaugoin
- Richard Weiskirchner
- Alexandru Vaida-Voevod